# Južno-Sahalinsk
Južno-Sahalinsk (rus. Ю́жно-Сахали́нск, jap. 豊原 odnosno Toyohara) je grad na otoku Sahalinu, u Ruskoj Federaciji. 
Grad se nalazi 42 km od Korsakova. Upravno je središte Sahalinske oblasti. Grad se nalazi na rijeci Susuji (također zvanoj Crna rijeka). Broj stanovnika: 187.000 (2000., vladina procjena).
Od zračnih veza, opslužuje ga Južno-Sahalinska zračna luka.
Grad je bio prvotno bio mala ruska naselbina, koju su utemeljili osuđenici 1882., Vladimirovka, pa je, potpisivanjem 1905.godine Portsmouthskog sporazuma postao Toyohara (u značenju "Dolina plodnosti"), glavni grad japanske prefekture Karafuta te nakon drugog svjetskog rata je opet postao ruski grad Južno-Sahalinsk.
Portsmouthski sporazum potpisan u Portsmouthu u New Hampshireu 5. rujna 1905. okončao je Rusko-japanski rat, koji je trajao od 1904. do 1905. Japan je tim mirovnim sporazumom dobio južnu polovicu otoka Sahalina i dobio je u najam poluotok Liaodong i njegov ruski željeznički sustav u južnoj Mandžuriji. Tijekom razdoblja japanske vladavine, Južno-Sahalinsk se nalazio u okrugu Toyohara, prefektura Toyohara (豐原支廳), provincija Karafuto.
Napetosti još uvijek postoje između Japana i Rusije oko otoka, posebice u svjetlu novih naftnih i zemnoplinskih nalazišta na njemu i okolici. 
Južno-Sahalinsku se otvaraju mogućnosti, jer velike svjetske naftaške tvrtke imaju velika ulaganja u ovo područje, iako većina tih ulaganja je bila na sjevernom dijelu otoka. Ipak, potražnja za sirovinama koju imaju Japan, Kina i Južna Koreja daju cijelom otoku mogućnost trajnog naprjedka.

## Vanjske poveznice
- Službena stranica, povijest i slike grada